# Praia de Barrinha
Barrinha é um praia brasileira localizada na cidade de Acaraú no estado do Ceará.Apesar de ser pouco conhecida, dispõe de belezas encontradas em poucos lugares no Brasil. Entre essas belezas destacam-se suas dunas com lagoas de águas cristalinas.No seu mar é possível encontrar recifes de corais, abrigando diversas espécies de peixes exóticos como o tubarão lixa e o mero.   
A comunidade vive da pesca, agricultura, comércio e serviços.
Dispõe de uma escola de ensino fundamental.
Sua criação data-se do ano de 1947, com a chegada dos primeiros habitantes.venha conhecer a praia da barrinha,proximo a praia de Jericoacoara